# The Golden Years
The Golden Years Live EP è un EP live dei Motörhead pubblicato nel 1980 dall'etichetta discografica Bronze Records.

## Il disco
Uscito dopo il fortunato album Bomber, il disco ha raggiunto in Inghilterra la posizione in classifica n°8 nel maggio 1980.

## Tracce
1. Leaving Here (Holland, Dozier, Holland)
2. Stone Dead Forever (Kilmister, Clarke, Taylor)
3. Dead Men Tell No Tales (Kilmister, Clarke, Taylor)
4. Too Late, Too Late (Kilmister, Clarke, Taylor)

## Formazione
- Lemmy Kilmister: basso elettrico, voce
- "Fast" Eddie Clarke: chitarra
- Phil "Philty Animal" Taylor: batteria